# Coupe d'Italie féminine de football 2018-2019
Navigation
Édition précédente Édition suivante
La 47e Coupe d'Italie féminine de football se déroule entre le 16 septembre 2018 et le 27 avril 2019. La Fiorentina remet en jeu son titre obtenu en 2018. 
24 équipes participent à la compétition. Ce sont les douze équipes disputant la première division italienne et les douze équipes de la deuxième division.
Dans  un tour préliminaire disputé sous forme de tournoi à 3, les douze équipes de deuxième division sont réparties en quatre poules de trois équipes, les vainqueurs de poule sont qualifiés pour le tour suivant.

## Premier tour
Les douze équipes de Serie A sont rejointes par les quatre vainqueurs de poules du tour préliminaire.
| Club recevant        | Score | Club visiteur          | Lieu de la rencontre | Date       |
| -------------------- | ----- | ---------------------- | -------------------- | ---------- |
| Florentia            | 1-2   | Fiorentina             |                      | 8 décembre |
| Ravenna (D2)         | 1-3   | ASD Vérone             |                      | 8 décembre |
| Orobica              | 1-3   | AS Rome                |                      | 8 décembre |
| Roma CF(D2)          | 2-1   | Mozzanica              |                      | 8 décembre |
| Pink Sport Time Bari | 2-3   | UPC Tavagnacco         |                      | 8 décembre |
| Castelvecchio (D2)   | 0-4   | Juventus               |                      | 8 décembre |
| Sassuolo Femminile   | 1-0   | SSD ChievoVerona Valpo |                      | 8 décembre |
| Inter Milan (D2)     | 3-5   | AC Milan               |                      | 9 décembre |

## Quarts de finale
Les quarts de finale se déroulent en matchs aller le 30 janvier 2019 et retour le 20 février 2019.
| Match | Équipe 1           | Résultat | Équipe 2   | Aller | Retour |
| ----- | ------------------ | -------- | ---------- | ----- | ------ |
| Q1    | ASD Vérone         | 1 - 8    | Fiorentina | 0 - 6 | 1 - 2  |
| Q2    | Roma CF (D2)       | 4 - 9    | AS Rome    | 3 - 6 | 1 - 3  |
| Q3    | UPC Tavagnacco     | 0 - 6    | Juventus   | 0 - 4 | 0 - 2  |
| Q4    | Sassuolo Femminile | 0 - 4    | AC Milan   | 0 - 2 | 0 - 2  |

## Demi-finales
Les Demi finales se déroulent en matchs aller le 13 mars 2019 et retour le 17 avril 2019.
| Match | Équipe 1 | Résultat | Équipe 2   | Aller | Retour |
| ----- | -------- | -------- | ---------- | ----- | ------ |
| 1     | AC Milan | 2-3      | Juventus   | 1-2   | 1-1    |
| 2     | AS Rome  | 1-3      | Fiorentina | 1-1   | 0-2    |

## Finale
| Finale              | Fiorentina          | 1-2   | Juventus                                     | Stade Ennio-Tardini à Parme |  |
| 28 avril 2019 12h30 | Tatiana Bonetti 74e | (0-2) | 8e Petronella Ekroth · 32e Valentina Cernoia |                             |  |
| 28 avril 2019 12h30 | rapport             |       |                                              |                             |  |